# Anata Sonata
Anata Sonata is het 2e minialbum uitgebracht door Wakusei Abnormal. "Aishite Yamanai" werd gebruikt als ending theme voor TV-TOKYO's "Premier Melodix!". Het minialbum stond op nummer 269 op de Oricon hitlijsten voor 1 week

## Nummers
| Nr. | Titel                                                      | Duur |
| --- | ---------------------------------------------------------- | ---- |
| 1.  | Kaidan Concerto (階段コンチェルト; Stairs Concerto)        | 3:16 |
| 2.  | Ryuusei (流星; Meteor)                                     | 3:46 |
| 3.  | Aishite Yamanai (愛してやまない; Love Forever)             | 3:31 |
| 4.  | Sou Nara Ii no ni na (そうならいいのにな; If I Can Wish)   | 3:42 |
| 5.  | Okubyoumono Rhapsody (臆病者ラプソディー; Coward Rhapsody) | 2:34 |
| 6.  | Allergy (アレルギー)                                       | 3:03 |
| 7.  | Yukiko (ユキコ)                                            | 4:57 |
| 8.  | Yasashii Sekai (優しい世界; Friendly World)                | 4:28 |